# Station Mühlacker
Station Mühlacker is een spoorwegstation in de Duitse plaats Mühlacker.   